# Contarolando
Contarolando foi um programa de televisão brasileiro, exibido pela TV Globo Pernambuco, e apresentado por Carol Levy. Estreou em 10 de Janeiro de 2015, ás 8h20 da manhã. O programa era destinado ao público infantil, e contou com histórias e músicas.

## História
Carol Levy é formada em música e comunicação, se tornando mais tarde cantora e locutora. Apaixonada por histórias e contos infantis, Levy decidiu se dedicar ao público infantil, surgindo então o projeto "Contarolando". Inicialmente só seria uma coleção de histórias, presentes em um DVD, mas devido ao interesse da TV Globo Pernambuco, ele se tornou um programa, com 12 edições.

## Contos

### 1ª temporada
- A História Mais Longa do Mundo
- O Fofoqueiro e a Caveira
- A Princesa Muda
- Sapo com Medo D'Água
- Por que as Galinhas não Sabem Voar
- O Caçador e a Onça
- O Papagaio que não Gostava de Mentiras
- O Menino e o Padre
- Os Três Porquinhos
- Galinha D'Angola
- O Sapo Apaixonado
- Cão e Gato
- Chapeuzinho Vermelho
- O Olhão
- João e Maria
- Mentira tem Perna Curta
- O Lobo e os Sete Cabritinhos
- A Anta que Balança
- João e o Pé de Feijão
- O Pavão que Queria Mais
- O Pinto Pimpão
- O Peixe e a Passarinha

### 2ª temporada
- O Jabuti e a Seriguela
- O Sapo Encantado
- Cabritos Cabritões
- A Hiena e a Cabaça
- A Gordura Misteriosa
- O Cágado e o Jacaré
- O Cachorro, o Galo e a Raposa
- O Fantasma e o Alfaiate
- Encurtando o caminho
- Melancia e Coco Mole